# Baño público

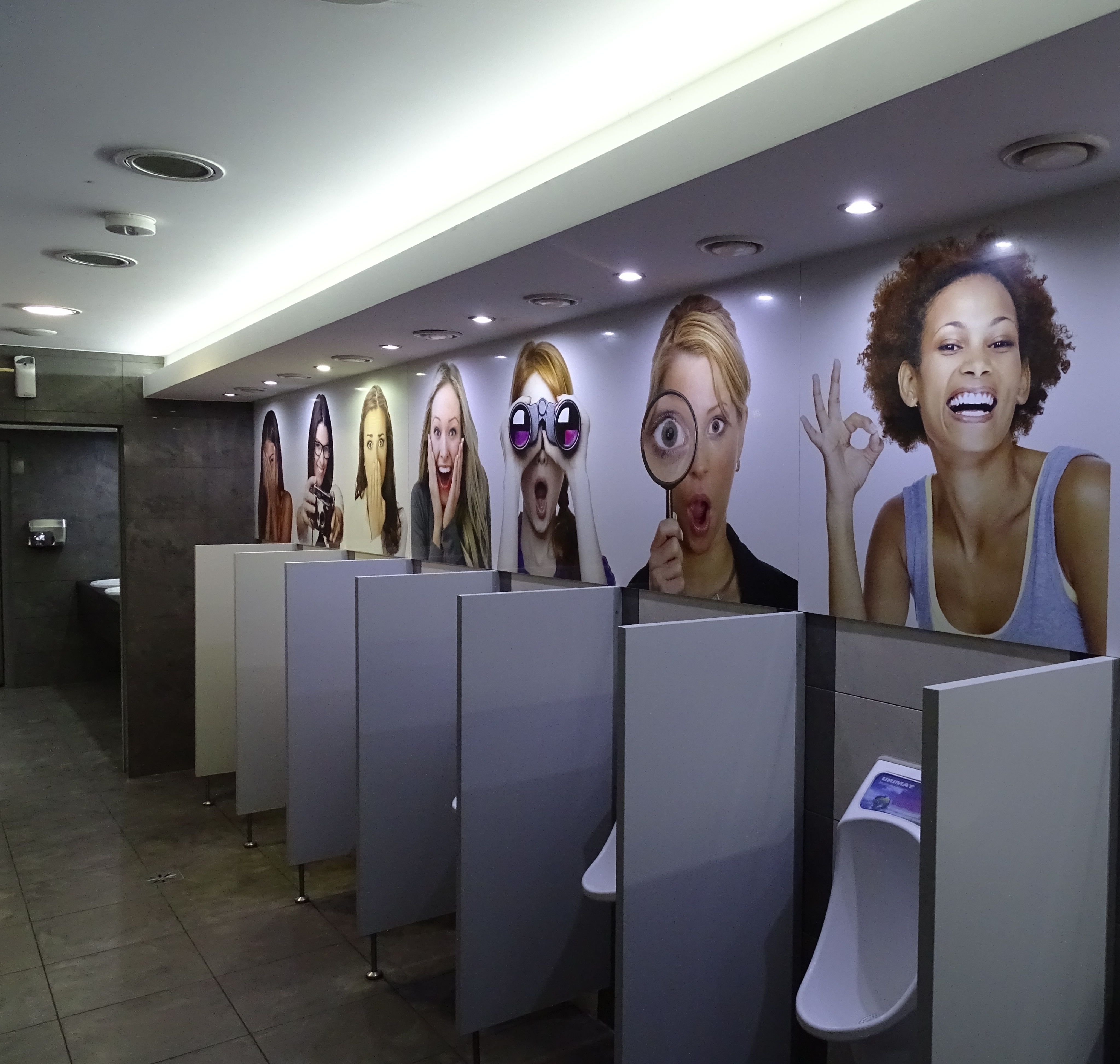
Aseo público en la estación de tren Gdańsk Główny, en Gdańsk, Polonia.

Un baño público es una habitación o edificación pequeña con uno o más inodoros (o urinarios) para uso del público en general, o de los clientes o empleados de una empresa. 

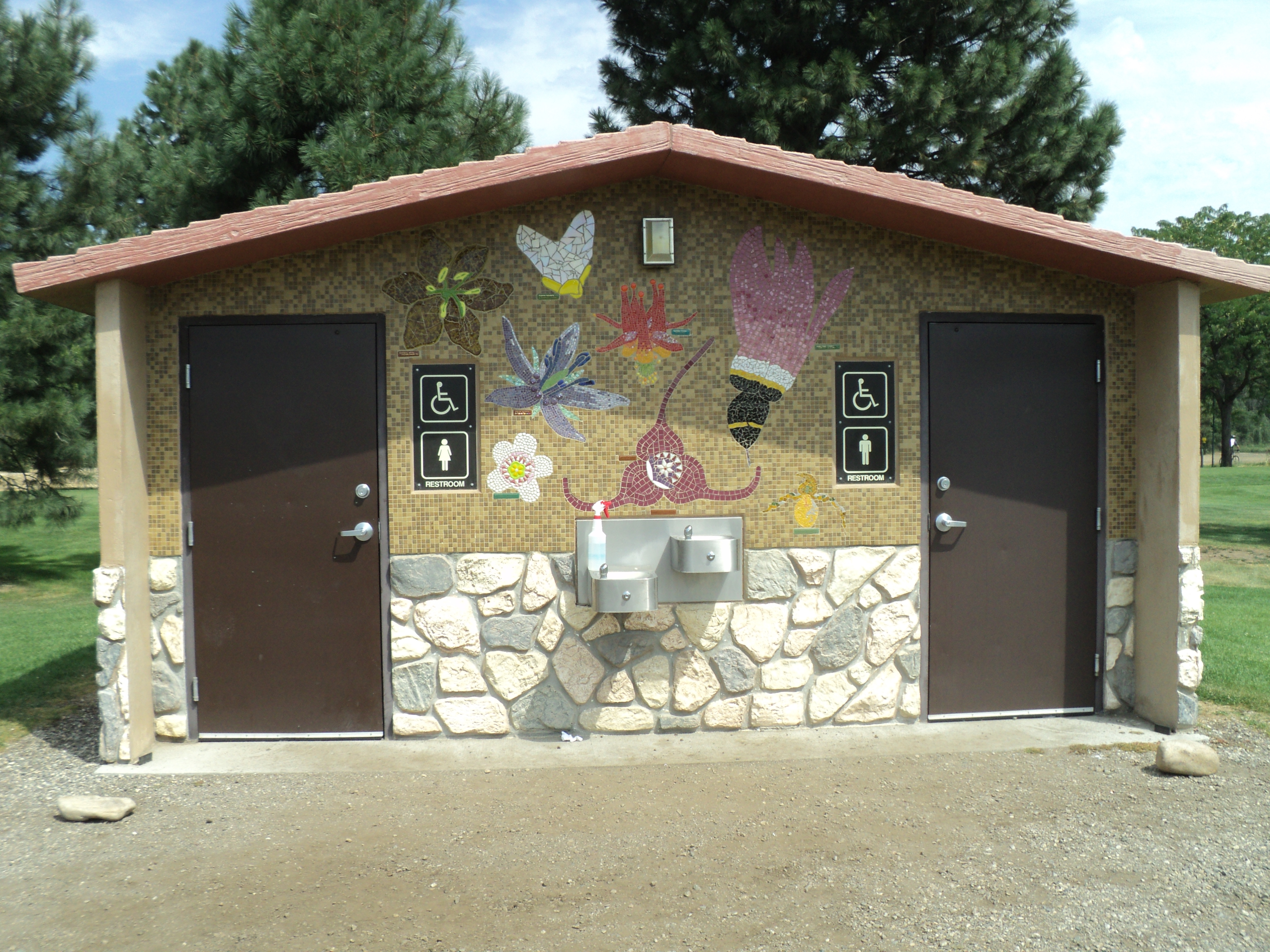
Un baño público en el cinturón verde del río Boise con arte urbano.

Los baños públicos suelen estar diferenciados en instalaciones para hombres y mujeres, aunque algunos son unisex, especialmente cuando son pequeños o para una sola persona. A los baños públicos se les conoce con diferentes nombres dependiendo del país. Algunos de ellos son: baño, aseo, cuarto de baño, retrete, cuarto de confort, baño de damas y baño de caballeros.
Algunos baños públicos son gratuitos, mientras que otros cobran una tarifa. A estos últimos también se les llama baños de pago y a veces tienen un mecanismo que funciona con monedas.
Los gobiernos locales o empresas comerciales pueden proporcionar baños públicos. Algunos están sin vigilancia mientras que otros son atendidos por un conserje o asistente. En muchas culturas, se acostumbra dar propinas a los encargados, especialmente si se encuentran en un lugar específico, como podría ser el caso de los clubes nocturnos o restaurantes de lujo.
Los baños públicos se encuentran por lo general en escuelas, oficinas, fábricas y otros lugares de trabajo. Asimismo, los museos, cines, bares, restaurantes y lugares de ocio suelen disponer también de baños públicos. Las estaciones de tren, las estaciones de combustible y los vehículos de transporte público de larga distancia, como trenes, transbordadores y aviones, suelen disponer de baños para uso general. Los baños portátiles a menudo están disponibles en grandes eventos al aire libre. En muchos países asiáticos, africanos y países fuertemente influenciados por las culturas musulmanas, los baños públicos son de tipo “de cuclillas”, ya que se considera más higiénico para una instalación compartida.

## Salud pública

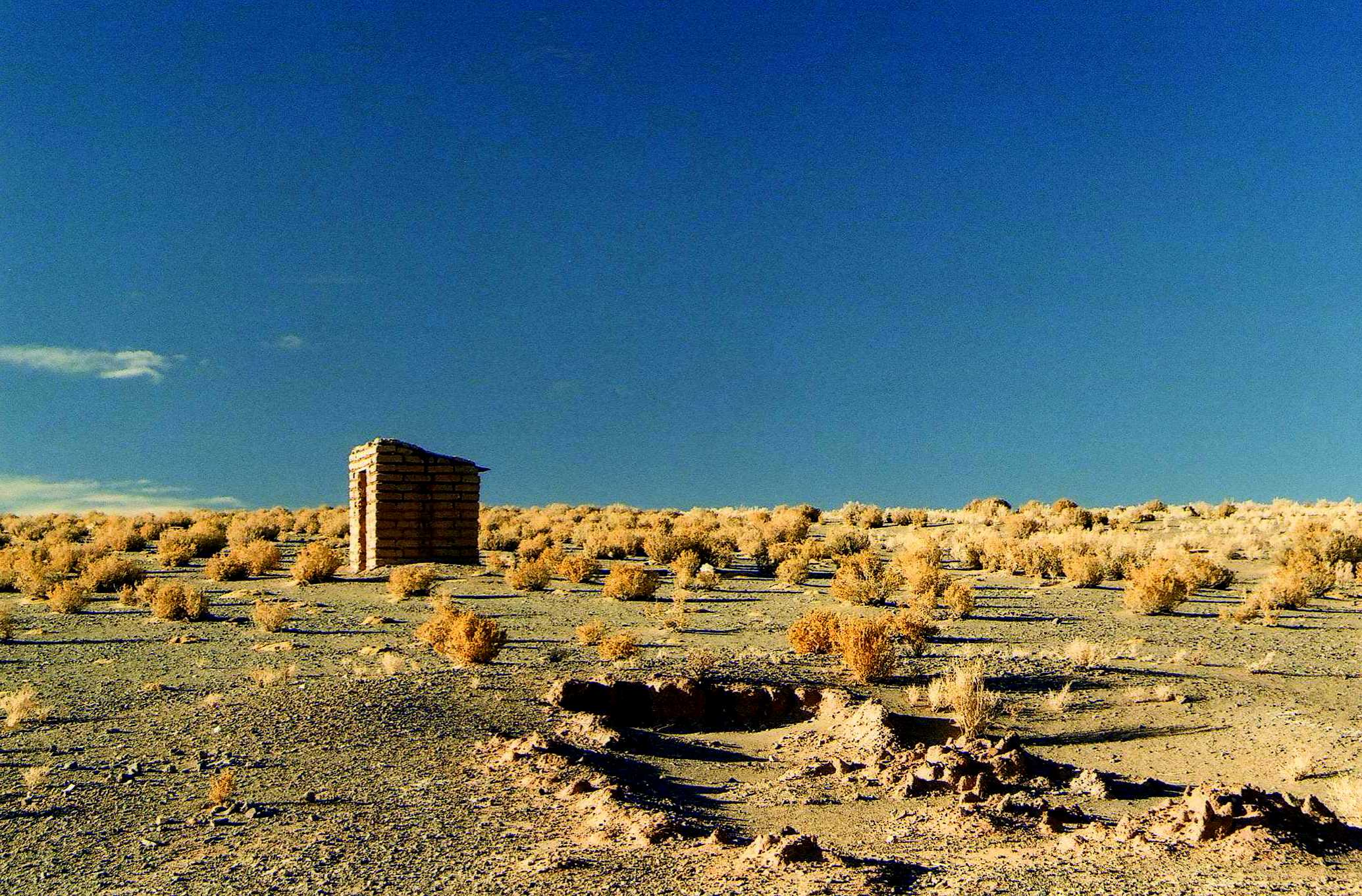
Baño público en la Puna de Atacama, Jujuy, Argentina

### Baños públicos y salud de la comunidad
Los baños públicos juegan un papel fundamental en la salud de la comunidad y el bienestar individual. En zonas con baños públicos, las personas pueden disfrutar salidas y actividades sociales, sin verse forzadas a utilizar zonas prohibidas para atender necesidades básicas. Donde están disponibles, los baños públicos motivan el uso de métodos de transporte a pie, en bicicleta, y masivo, en vez del automóvil, lo cual beneficia al ambiente. La salud mental de los ciudadanos también mejora cuando, al salir con sus familias y amigos, saben que hay un sitio "para ir" disponible. 
Los baños públicos también sirven en especial a ciertas poblaciones que requieren baños "con urgencia". Primero, algunas personas deben ir muy frecuentemente al baño, incluyendo niños y gente mayor, mujeres embarazadas o menstruando, y quienes tengan ciertas condiciones médicas. Segundo, algunas personas requieren un baño repentinamente, sin advertencia previa de sus cuerpos; tal como personas con condiciones crónicas como enfermedad de Crohn, colitis, incontinencia urinaria o fecal, y aquellos afectados por enfermedades por alimentos descompuestos. 
La incapacidad de satisfacer necesidades fisiológicas básicas por falta de baños públicos contribuye también a problemas de salud en toda la población. Entre otros, se presentan infecciones del tracto urinario, de los riñones, y problemas digestivos que pueden causar eventualmente problemas de salud severos. Acceso inadecuado a baños públicos cuando se necesitan puede llevar a problemas sustanciales con la próstata para los hombres, para las mujeres que están menstruando o pasando por la menopausia, y cualquiera con problemas de incontinencia.

### Trabajos con mayor riesgo si no hay baños públicos
Para conductores de taxis, buses y camiones con horarios fijos e inflexibles, es común no tener acceso a baños públicos. Esto los pone en riesgo de problemas de salud de la vejiga y sistema digestivo. Además, si el conductor se desconcentra por una necesidad urgente, se convierte en un problema de seguridad para toda la comunidad. 
Algunos trabajadores tienen derechos legales para el acceso a baños públicos durante el día de trabajo. En los Estados Unidos, la OSHA protege los derechos de los trabajadores para tener acceso a baños públicos debido a los riesgos documentados a la salud. Este derecho a acceso a baños públicos es una función de tener un sitio de trabajo, y se pierde cuando el trabajador abandona el sitio de trabajo.

### Riesgo de contagio de enfermedades
En algunos casos, los baños públicos pueden llevar a la infección de las personas con ciertas enfermedades, en especial si hay falta de higiene. En 2020 durante la pandemia COVID-19, se hizo evidente que el COVID-19 se transmite no solo por gotas sino por partículas de aerosol que se mantienen suspendidas en el aire por mucho más tiempo, por lo que la ventilación natural o con filtros HEPA se vuelve una necesidad para evitar infecciones. Así mismo, se recomienda la desinfección de los sitios de mayor contacto - puertas, manijas, y llaves. También se ha recomendado remover los secadores de aire forzado, ya que pueden esparcir virus y bacteria ya existentes en el baño.

## Inodoro químico (bioinodoro)
Un retrete químico es un retrete que no está conectado a un sistema de alcantarillado y suele ser portátil, que utiliza productos químicos especiales para descomponer los residuos, lo que también destruye el olor. Los inodoros químicos suelen utilizar también un líquido de descarga especial. Estos aseos se utilizan para personas con discapacidad, para empleados de empresas al aire libre (por ejemplo, obras, comercios) que no pueden abandonar el lugar de trabajo con frecuencia. Además, este tipo de cabinas se demandan en lugares como:
- acampada;[7]
- conciertos y festivales;
- mercados abiertos;[8]
- ceremonias de boda fuera de las instalaciones;
- visitar exposiciones y ferias;
- eventos al aire libre;
- emergencias
- producción de cine y televisión, etc.

Un inodoro químico portátil consta de dos partes separables: la inferior, donde se acumulan los residuos y se produce la reacción, y la superior, donde se encuentran el asiento y el depósito con el líquido de descarga. El lavado puede realizarse con una bomba manual o eléctrica. Tras el llenado, el depósito inferior se vacía en el alcantarillado o se bombea a través de una tubería especial con un camión de aguas residuales.
Un inodoro químico utiliza dos líquidos: uno que se vierte en el tanque inferior para disolver la fase sólida de los residuos y otro que se vierte en el tanque superior para facilitar la descarga y eliminar los olores. El líquido superior es de base tensioactiva y de color rosa. Los fluidos de fondo de tanque vienen en formaldehído, compuestos de amonio o fluidos biológicos a base de enzimas. Los líquidos a base de formaldehído son bastante tóxicos, pero otros permiten utilizar los residuos tratados con ellos como abono. 